# Pablo Bastianini
Pablo Emanuel Bastianini (* 9. November 1982 in Zárate) ist ein ehemaliger argentinischer Fußballspieler.

## Karriere
Bastianini begann seine Karriere 2002 beim Zweitligisten Defensores de Belgrano. 2003 wechselte er zum Erstligisten Quilmes AC. 2005 wechselte er nach Europa. Von 2005 bis 2007 spielte er beim englischen Drittligisten Yeovil Town und griechischen Ionikos Nikea. 2007 wechselte er zum venezolanischen FC Caracas. 2008 wurde er mit dem Verein Vizemeister der Primera División. Danach spielte er beim israelischen Maccabi Petach Tikwa. 2010 wechselte er zum japanischen Yokohama F. Marinos. 2011 kehrte er nach Argentinien zurück. Danach spielte er bei Chacarita Juniors, CA Patronato, Boca Unidos und Central Córdoba.